# Expediția aviatică Houston peste Muntele Everest
Prima expediție aviatică deasupra Muntelui Everest a fost efectuată de Sir Douglas Douglas-Hamilton și David McIntyre în aprilie 1933. Ei au decolat într-un zbor cu cabina deschisă la ora 8:25 am de pe Aerodromul Lalbalu și s-au întors la ora 11:30, realizând primul zbor peste cel mai înalt loc de pe planetă. Zborul a fost finanțat de Lady Douglas și organizat de ofițerul de aviație Stewart Blacker. Aeronava a fost transportată cu un vapor la Karachi și a zburat până la Purnea. Acest zbor a constituit un reper în evoluția tehnologiei aviatice și a fotografierii de la înălțime.

## Context
Prima idee a unei expediții aviatice peste Muntele Everest i-a aparținut chimistului britanic, pasionat de alpinism, Alexander Kellas în studiul „The Possibility of Aerial Reconnaissance in the Himalaya” (1918). Douglas-Hamilton era cel mai tânăr comandant de escadrilă din cadrul Royal Air Force; el avea rang nobiliar, fiind Lordul Clydesdale, în calitate de fiu al lui Alfred, al 13-lea duce de Hamilton. A fost comandantul Escadrilei 602 și pilotul șef al expediției aviatice deasupra Muntelui Everest. Locotenentul David Fowler McIntyre făcea parte, de asemenea, din Escadrila 602.

## Aeronava
Aeronavele utilizate în această expediție au fost un Westland PV-6 original (prototip al bombardierului Westland Wallace), înregistrată cu indicativul G-ACBR (și cunoscută, de asemenea, sub numele de Houston-Wallace), și un Westland PV-3 modificat, înregistrat cu indicativul G-ACAZ. Ambele aeronave au fost modificate: cabina observatorului a rămas închisă, carlinga pilotului a fost deschisă, iar aparatul de zbor a fost echipat cu sisteme de oxigenare și instalații pentru încălzirea costumelor.

## Expedițiile
Cei doi piloți au avut însoțitori: lordul Clydersdale a fost însoțit de locotenent-colonelul Latham Valentine Stewart Blacker și McIntyre a fost acompaniat de Sidney R. G. Bonnett, un cameraman al companiei Gaumont British News. Bonnett și-a pierdut cunoștința, cu toate acestea, din cauza hipoxiei determinate de deteriorarea măștii de oxigen. Membrii expediției au purtat mai multe straturi de haine din piele de oaie.
Prima expediție nu a putut obține fotografii clare din cauza prafului. Cei doi piloți au făcut o altă încercare pe 19 aprilie 1933, iar aceste fotografii i-au ajutat pe Edmund Hillary și Tenzing Norgay să ajungă în vârful Muntelui Everest.
Aparatul utilizat a fost un Williamson Automatic Eagle III care a făcut fotografii ale terenului la anumite intervale, în timp ce avioanele zburau deasupra locurilor cercetate cu scopul de a obține un mozaic fotografic al terenului și o hartă exactă. Fotografiile luate în timpul expediției au fost făcute publice în 1951.